# Miguel W. Garaycochea
Miguel Wenceslao Garaycochea  (Arequipa, 1815 - Trujillo, 1861) fue un poeta, político, abogado y matemático peruano. Su padre fue Hermegildo Garaycochea y su madre, Genara Delgado. Fue abogado y en sus ratos libres se dedicó a la matemática

## Estudios y calificación
Sus estudios básicos los realizó en Colegio San Francisco de su ciudad natal. Los continuó en el Seminario de San Jerónimo, y, en seguida, En la Universidad Nacional de San Agustín. Se graduó de bachiller y doctor en derecho, en el año 1838. Además obtuvo el título de abogado.

## Carrera ocupacional
Fue docente de Derecho, Filosofía y Matemática en el colegio donde empezó a estudiar. En el año de 1845 se le asignó a la dirección del Colegio Nacional San Juan de Trujillo. Luego hizo carrera en el Poder judicial: fue nombrado juez de primera instancia en Chachapoyas en 1849 y,  después, vocal de la Corte Superior de Justicia de Cajamarca. Representó a la provincia de Chachapoyas como diputado en el Congreso Constituyente de 1860 por la provincia de Quispicanchi entre julio y noviembre de 1860 durante el tercer gobierno de Ramón Castilla. Este congreso elaboró la Constitución de 1860, la séptima que rigió en el país y la que más tiempo ha estado vigente pues duró, con algunos intervalos, hasta 1920, es decir, sesenta años. 

## Contribuciones a la matemática
El gran matemático peruano, Roberto Velásquez López,  ha escrito un ensayo sobre Garaycochea e indica que trabajó sobre los siguientes temas:
- Trisección del ángulo
- Duplicación del cubo
- Cálculo binomial

Su nombre aparece en una obra de Jorge Cabrera Tapia; como también, en un texto de matemática de secundaria de Máximo de la Cruz Solórzano.